# Barrière d'Enfer
La barrière d’Enfer est une ancienne barrière d'octroi de l'enceinte des Fermiers généraux installée sur l'emplacement de l'actuelle place Denfert-Rochereau à Paris, en France.

## Situation
Les principales voies partant de la barrière d'Enfer étaient le boulevard d'Enfer (une partie de l'actuel boulevard Raspail), la rue d'Enfer (avenue Denfert-Rochereau, rue Henri-Barbusse et une partie du boulevard Saint-Michel) et le boulevard Saint-Jacques.

## Origine du nom
L'appellation de cette barrière venait de la rue d'Enfer, à l'extrémité de laquelle elle était située, après avoir traversé le faubourg Saint-Jacques. Quelques historiens pensent qu'elle s'est appelée « rue d'Enfer » parce qu'elle a été « un lieu de débauches et de voleries ». D'autres croient que le nom est une modification de via inferior (ou voie inférieure), la rue Saint-Jacques par contre étant nommée via superior (ou voie supérieure). Selon l'historien Michel Roblin, il faut voir en ce nom, plutôt qu’une corruption de via inferior, un dérivé du surnom donné à une porte de l’enceinte de Philippe Auguste, la porte « en fer ».

## Historique
Lorsque l’octroi est supprimé, en 1791, la barrière est appelée « barrière de l’Égalité ». Lors de son rétablissement, sous le Directoire, elle est nommée « barrière d’Orléans ».
Elle comporte deux pavillons néo-classiques construits par l'architecte Claude-Nicolas Ledoux en 1787, qui existent toujours. Ces bâtiments sont ornés de frises sculptées par Jean Guillaume Moitte représentant des danseuses. Les pavillons sont une des quatre barrières restantes du mur des Fermiers généraux.
Le troisième tableau de l'opéra La Bohème, composé par Giacomo Puccini entre 1892 et 1895 et dont l'action se déroule dans le Paris de 1830, met en scène Mimi quittant la ville par la barrière d'Enfer pour se rendre dans une taverne située non loin de là.
En 1953, lors de la construction de l'autoroute A6, qui débute porte d'Orléans, à l'autre extrémité de l'avenue du Général-Leclerc, il a été envisagé de détruire les deux pavillons de la barrière d'Enfer pour ouvrir plus largement l'amorce de la voie rapide. La préservation du patrimoine, soutenue par le conseil municipal, l'a emporté.

## Description
La barrière est constituée de deux bâtiments identiques situés de part et d'autre de l'avenue du Colonel-Henri-Rol-Tanguy, elle-même située dans l'axe des avenues Denfert-Rochereau et du Général-Leclerc :
- le no 3, à l'est, est le bâtiment de l'Inspection générale des carrières jusqu'en 2017[8]. Il est par la suite restauré, afin d'accueillir une nouvelle entrée des catacombes de Paris — située à côté de ce pavillon au no 1 —[9], qui ouvre en 2019 ;
- le no 4, à l'ouest, abrite des services de la voirie. Les souterrains de ce pavillon furent, à partir du 19 août 1944, le siège de l'état-major du colonel Rol-Tanguy, d'où furent donnés les ordres de l'insurrection parisienne. Le musée de la Libération de Paris - musée du Général Leclerc - musée Jean-Moulin y ouvre le 25 août 2019, pour les 75 ans de la libération de Paris[10].

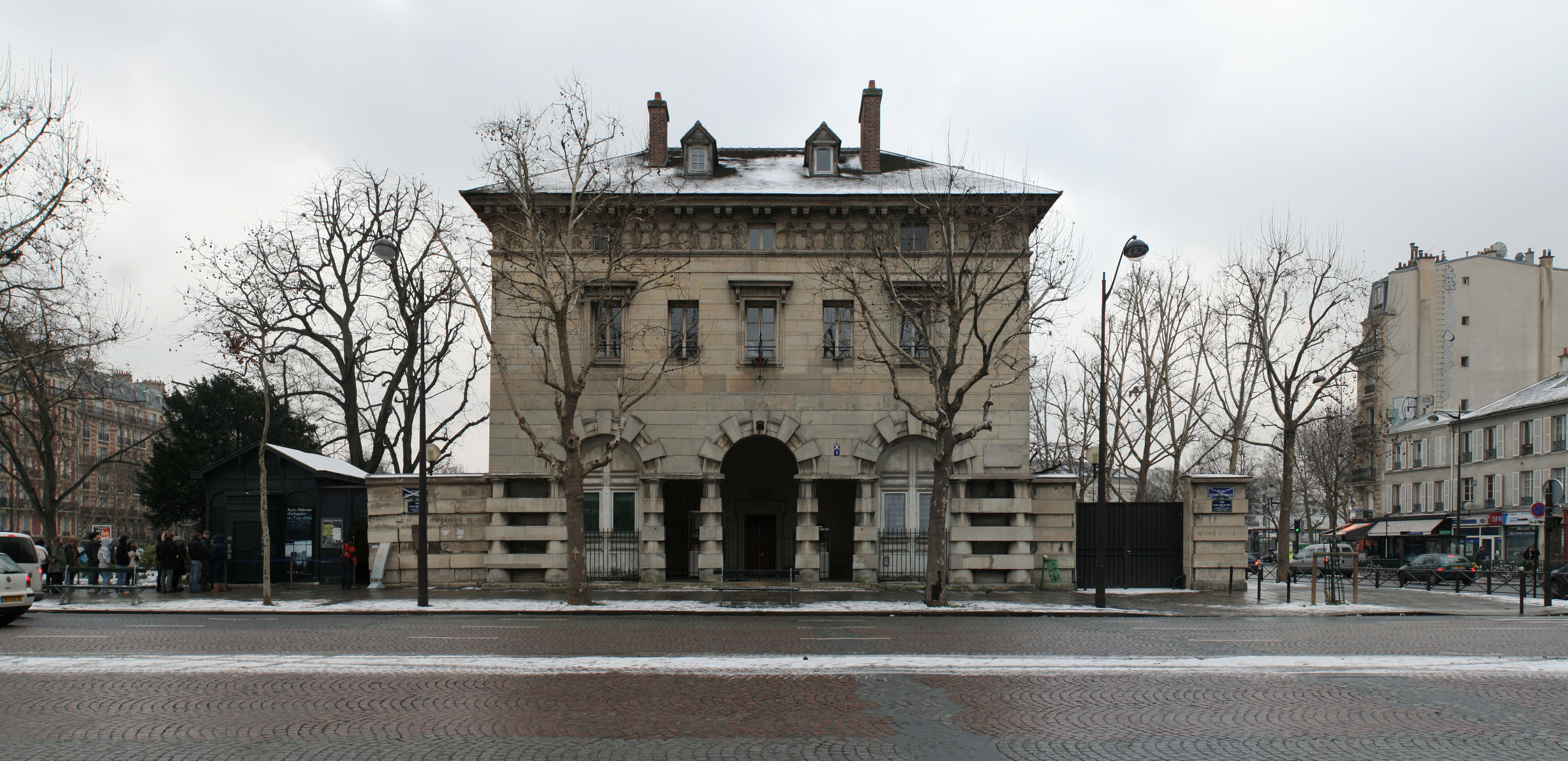
Pavillon no 3 (à gauche : entrée des catacombes).
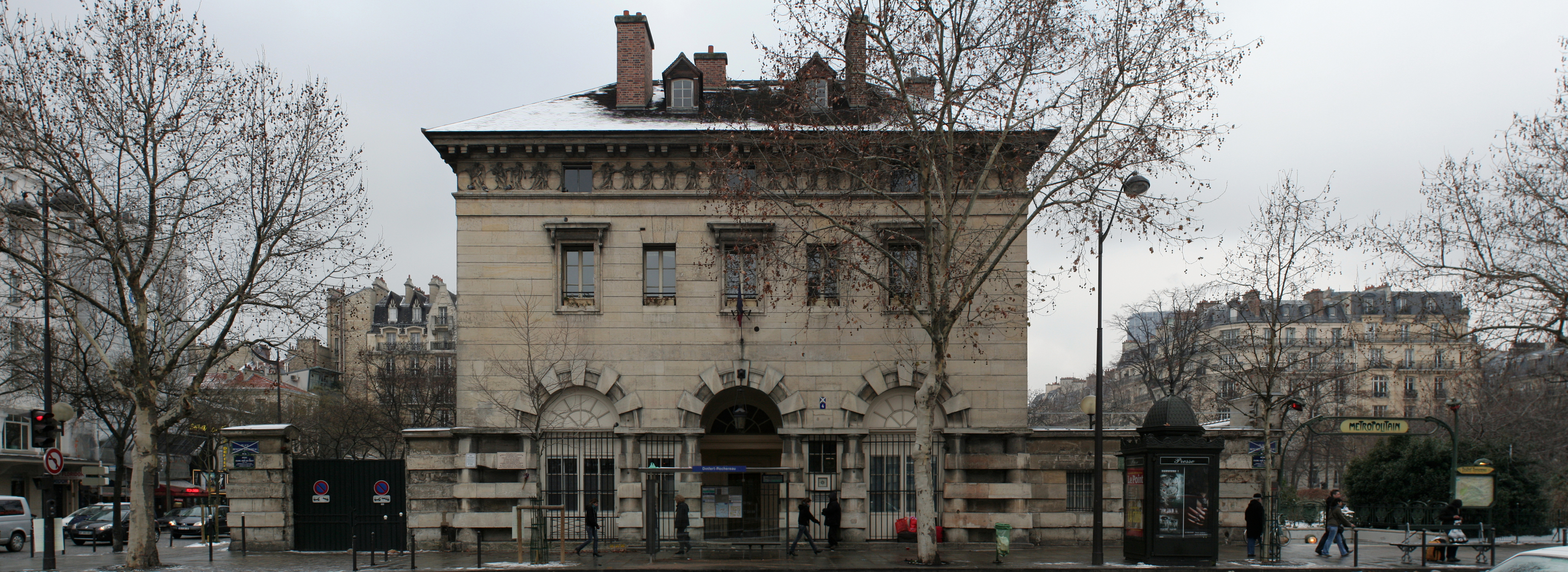
Pavillon no 4.
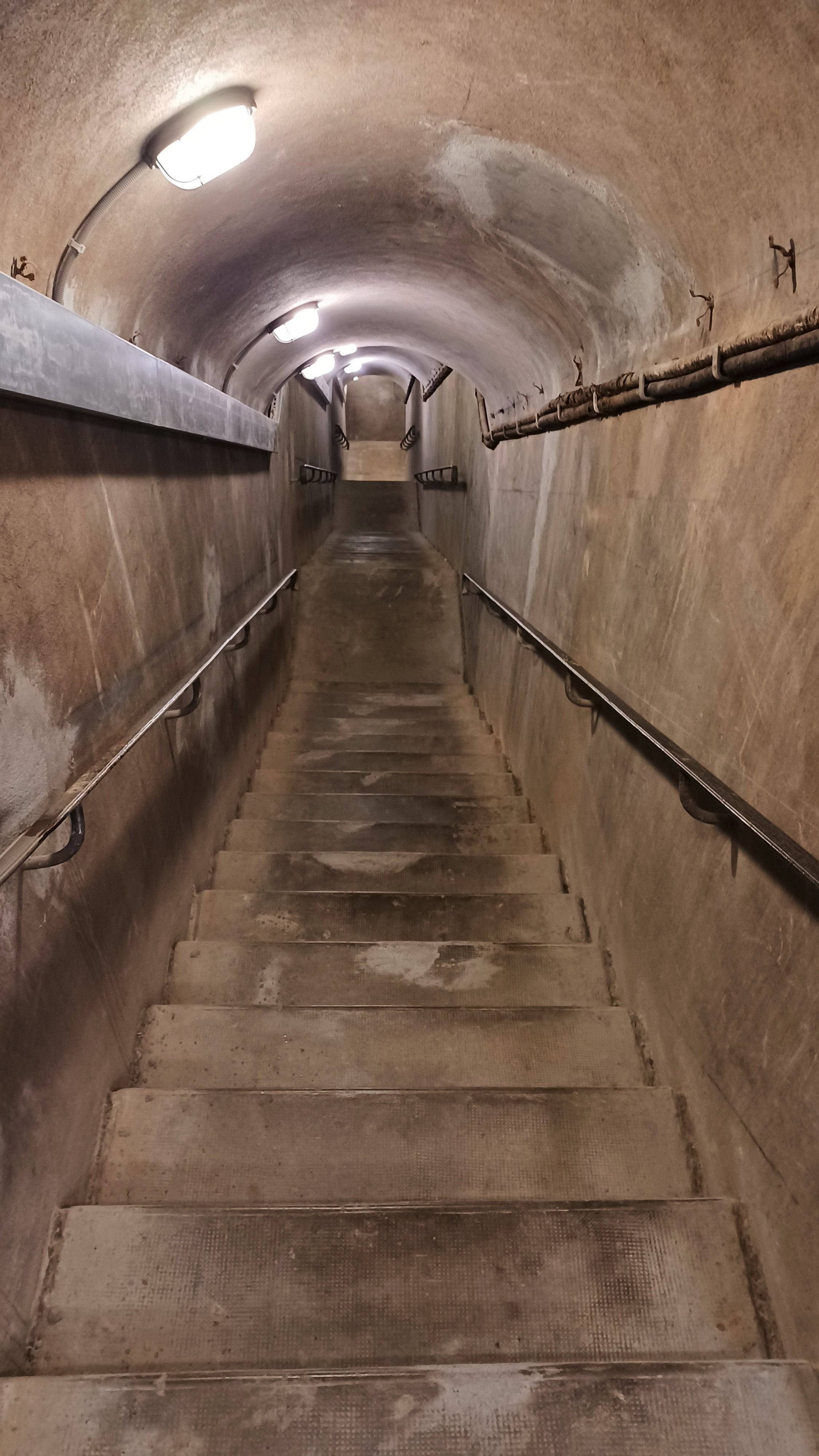
Pavillon no 4, escalier conduisant au PC colonel Rol-Tanguy.

C'est en commémoration de cette occupation de la barrière d'Enfer que la portion de la place Denfert-Rochereau entre les deux pavillons a été renommée « avenue du Colonel-Henri-Rol-Tanguy » le 15 mars 2004, à l'occasion de la célébration du soixantième anniversaire de la libération de Paris.

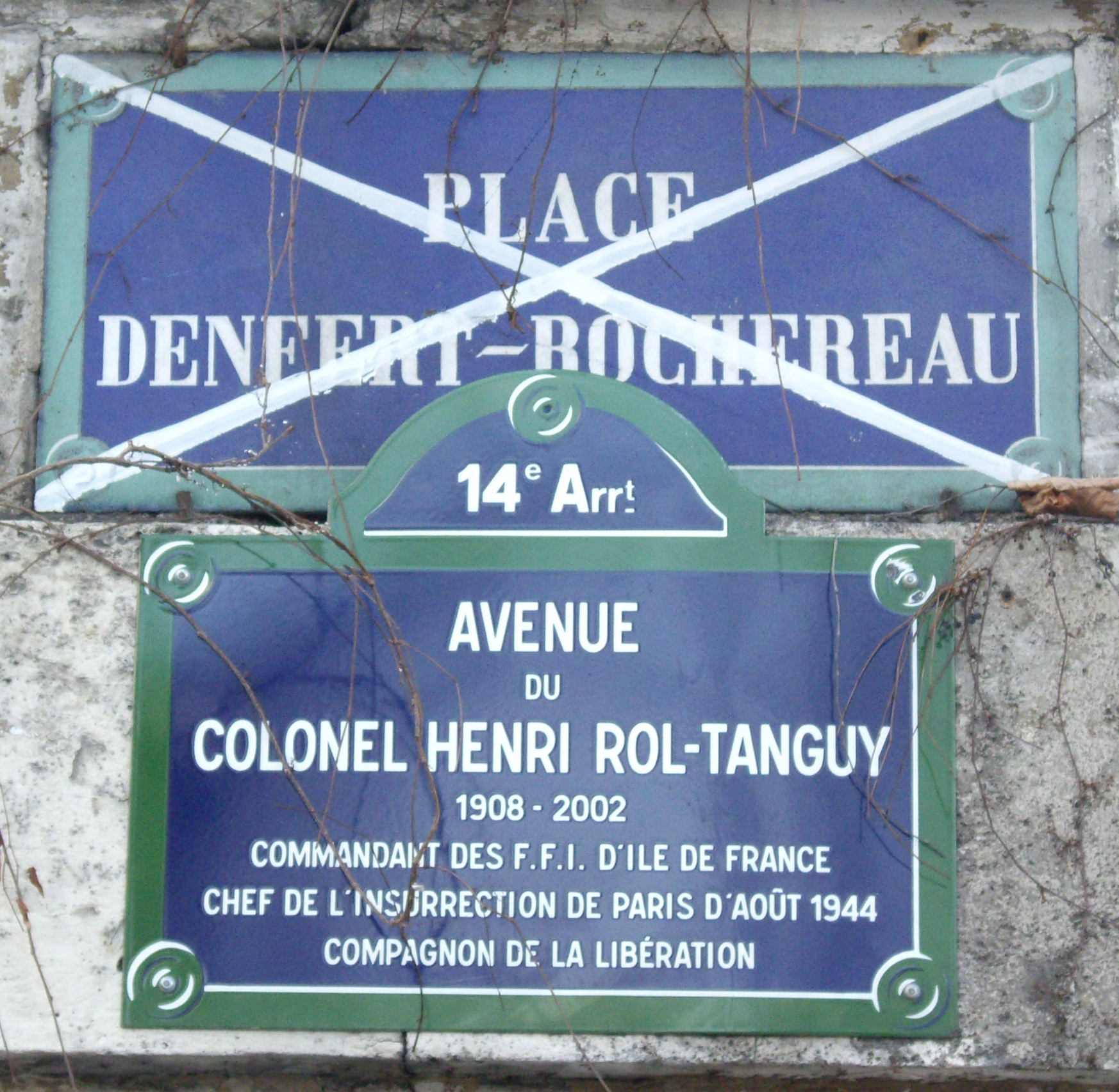
Plaques de rues sur la barrière : renommage d'une partie de la place Denfert-Rochereau.